# Anchiphiloscia pilosa
Anchiphiloscia pilosa är en kräftdjursart som först beskrevs av Gustav Budde-Lund 1913.  Anchiphiloscia pilosa ingår i släktet Anchiphiloscia och familjen Philosciidae. Inga underarter finns listade i Catalogue of Life.